# Moussa Konaté
Moussa Konaté (Kita, 1951 – Limoges, 30 novembre 2013) è stato uno scrittore maliano.
Si è laureato in Lettere presso l'Ecole Normale Supérieure di Bamako, e prima di dedicarsi alla scrittura ha svolto per molti anni la professione di insegnante. È il fondatore della casa editrice Editions Le Figuier (Prickly Pear Publishing) ed è stato direttore dell'Association Etonnants voyageurs Afrique (Associazione Viaggiatori Straordinari Africa). Assieme a Michel Le Bris, si è occupato del Festival Etonnants voyageurs, una fiera internazionale del libro.

## Pubblicazioni

### Romanzi
- Meurtre a Tomboctou, Ed Métailié, 2014 (Ed. italiana Omicidio a Timbuctù, Del Vecchio Editore)
- La malédiction du Lamantin, Fayard, 2009 (Ed. italiana La maledizione del dio del fiume, Edizioni e/o
- L'Empreinte du renard, Fayard, 2006 (Ed. italiana L'impronta della volpe,  Del Vecchio Editore )
- L'assassin du Banconi, Editions Gallimard, 2002 (Ed. italiana L'assassino di Banconi, Del Vecchio Editore)
- L'Honneur des Keita, Editions Gallimard, 2002 (Ed. italiana "L'onore dei Kéita", Del Vecchio Editore)
- Goorgi, Editions Le Figuier, Bamako, Mali, 1998
- Les Saisons, Editions Samana, Bamako, Mali, 1990
- Fils du chaos, L'Harmattan, Paris, 1986
- Une Aube incertaine, Présence Africaine, Paris, 1985
- Le Prix de l'âme, Présence Africaine, Paris, 1981

### Racconti
- Sitan, la petite imprudente, Editions Le Figuier, Bamako, Mali, 1997
- Barou et sa méchante marâtre, Editions Le Figuier, Bamako, Mali, 1997
- L'Hyene et le Malin Fafa, Editions Le Figuier, Bamako, Mali, 1997
- Les Trois gourmands, Editions Le Figuier, Bamako, Mali, 1997

### Opere per ragazzi
- La Savonnière, Editions Le Figuier, Bamako, Mali, 2003
- La Potière, Editions Le Figuier, Bamako, Mali, 2003
- La Fileuse, Editions Le Figuier, Bamako, Mali, 2003

### Saggi di argomento sociale e politico
- Mali–Ils ont assassiné l'espoir, L'Harmattan, Paris, 1985
- Chronique d'une journée de répression, L'Harmattan, Paris, 1988
- Le casier judiciaire, racconto pubblicato nella raccolta La Voiture est dans la piroge pubblicato dalla casa editrice Le Bruit des Autres.

### Teatro
- Khasso (2004)
- Un Appel de nuit (1995)
- Un Monde immobile (1994)
- L'Or du diable (1985)
- Le Cercle au féminin (1985)
- Le dernier pas

### Film
- Un Mali d'écrivains  2001. Films du Horla (Les)/France 3 Production Lille